# 파니니 (기업)
파니니(이탈리아어: Panini)는 이탈리아 모데나에 본사를 둔 회사로, 1961년 파니니 형제가 설립하였다. 파니니는 책, 만화, 잡지, 스티커, 트레이딩 카드 등 수집품을 자회사를 통해 출판하고 있다.